# Lappspelspindel
Lappspelspindel (Semljicola lapponicus) är en spindelart som beskrevs 1939 av Åke Holm. Arten ingår i släktet Semljicola och familjen täckvävarspindlar. Lappspelspindel förekommer i Skandinavien, Ryssland och Alaska. Den lever i skog, fjäll och våtmark i en mängd habitat som barrskog, blandskog, lövskog, buskmark och öppna myrbiotoper. Den är en rovspindel. Inga underarter finns listade i Catalogue of Life.